# Everton de Viña del Mar
O Everton de Viña del Mar é um clube de futebol do chile, da cidade de Viña del Mar. Foi fundado em 24 de junho de 1909 em Valparaíso. Atualmente se encontra na Primeira Divisão da liga chilena de futebol. Seu tradicional rival é o Santiago Wanderers, clube com o qual disputa desde 1916 o clássico mais antigo do país, conhecido como Clássico Porteño. Suas cores são azul e amarelo.

## História

### Origem e década dourada
Em 1909, um grupo de imigrantes ingleses encabeçados por David Foxley decide criar na cidade de Valparaíso um clube esportivo ao qual deram o nome de Everton, em homenagem ao clube inglês de mesmo nome, da cidade de Liverpool.
Em 1942, o clube se transfere para Viña del Mar, estabelecendo-se definitivamente ali. Entre 1936 e 1943 o clube teve um recesso para voltar somente em 1943, quando conseguiu sua entrada na liga profissional, para estrear no ano seguinte.
A década de 1950 foi uma das mais gloriosas do clube, que conquistou dois de seus quatro campeonatos nacionais (em 1950 e 1952) e ganhou o apoio da cidade, a ponto de o cassino de Viña del Mar os apadrinhar, nascendo assim seu apelido de "los ruleteros".

### Instabilidade e aquisição
Durante os anos 1960 e princípios dos 1970, o clube viveu uma crise que terminou com um rebaixamento em 1972. Porém, no ano seguinte, os ruleteros já voltavam à primeira divisão. Em 1976, ganhou seu terceiro campeonato chileno, vindo a participar da Copa Libertadores da América no ano seguinte, no que foi sua primeira participação em um torneio internacional.
Entretanto, em 1981, foi rebaixado novamente, mas também conseguiu voltar logo em seguida e conseguiu ganhar a Copa Chile em 1986. Contudo, durante toda a década de 1990, 2000 e 2010, o Everton esteve quase sempre lutando na parte baixa da tabela, sendo rebaixado várias vezes. Somente conseguiu ser campeão chileno novamente em 2008 (Apertura), após uma espera de 32 anos, logo retornou à Libertadores em 2009.
Felizmente, a situação do clube começou a mudar em junho de 2016, quando o Grupo Pachuca, dono do Pachuca Club de Fútbol e Club León, comprou 80% das ações do Everton (o grupo comprou os 20% restantes em 2019). Desde então, se manteve na primeira divisão e começou a disputar com certa frequência competições internacionais, como a Copa Sul-Americana (2017, 2018, 2022, 2024 e 2025) e a Copa Libertadores (2022).

## Rivalidades

### Clássico Porteño
O principal rival do Everton é o Santiago Wanderers, clube com o qual disputa desde 1916 o clássico mais antigo do país, conhecido como Clássico Porteño. Sempre os confrontos entre as equipes são repletos de festa e de uma rivalidade intensa entre ambas as torcidas. Mas, sem dúvida, um dos jogos mais notáveis desse clássico foi em 30 de abril de 1950, quando o Everton derrotou o Wanderers com uma vitória recorde de 17 a 0, sendo o maior placar em qualquer partida de futebol chilena até hoje.

## Títulos
| NACIONAIS | NACIONAIS                       | NACIONAIS | NACIONAIS                |
|           | Competição                      | Títulos   | Temporadas               |
| --------- | ------------------------------- | --------- | ------------------------ |
|           | Campeonato Chileno              | 4         | 1950, 1952, 1976, 2008-A |
|           | Copa Chile                      | 1         | 1984                     |
|           | Campeonato Chileno - 2ª divisão | 1         | 2003                     |
|           | Torneio Apertura da 2ª Divisão  | 1         | 1982                     |

Legenda:
A - Apertura
C - Clausura

## Estatísticas

### Campanhas de destaque
| Everton de Viña del Mar | Everton de Viña del Mar      | Everton de Viña del Mar | Everton de Viña del Mar | Everton de Viña del Mar            |
| Torneio                 | Campeão                      | Vice-campeão            | Terceiro colocado       | Quarto colocado                    |
| ----------------------- | ---------------------------- | ----------------------- | ----------------------- | ---------------------------------- |
| Campeonato Chileno      | 4 (1950, 1952, 1976, 2008-A) | 2 (1977, 1985)          | 0 (não possui)          | 5 (1951, 1953, 1955, 1960, 2017-T) |
| Campeonato Chileno      | 4 (1950, 1952, 1976, 2008-A) | 2 (1977, 1985)          | 1 (2009-A)*             |                                    |
| Copa Chile              | 1 (1984)                     | 2 (2016, 2021)          | 3 (1961, 1981, 1993)*   | 3 (1961, 1981, 1993)*              |

Legenda: (*) semifinais

### Participações
|  | Participações em 2025 |

| Competição           | Competição        | Temporadas                   | Anos                                                                     |
| Ligas nacionais      |                   |                              |                                                                          |
| Chile                | Primeira divisão  | 69                           | 1944-1972, 1975-1981, 1983-1995, 2000, 2004-2010, 2013-2013/14, 2016/17- |
| Chile                | Segunda divisão   | 13                           | 1973-1974, 1982, 1996-1999, 2001-2003, 2011-2012, 2014/15-2015/16        |
| Copas internacionais |                   |                              |                                                                          |
|                      | Copa Libertadores | 3                            | 1977, 2009, 2022                                                         |
| Copa Sul-Americana   | 5                 | 2017, 2018, 2022, 2024, 2025 |                                                                          |

## Ídolos
- René Meléndez
- Augusto Arenas
- José Luis Ceballos
- Guillermo Martínez
- Edgardo Geoffroy
- Ezequiel Miralles
- Gustavo Dalsasso

## Sedes e estádios

### Sausalito
Desde que se mudou para Viña del Mar, o Everton manda seus jogos no Estádio Sausalito, cuja capacidade é para 19.200 torcedores.